# 川宮站
川宮站（日语：／ Kawamiya eki */?）是位於愛知縣名古屋市守山區川宮町，屬於名古屋導向巴士導向巴士志段味線（Yutorito Line）的車站。車站編號為Y06。

## 歷史
在計劃建設車站當初，此站的暫名為川村南站。
- 2001年（平成13年）3月23日 - 車站啟用[1]。

## 車站構造
本站是高架車站，設有2面2線的相對式月台。此站沒有職員當值。此站至白澤溪谷站各站均設有升降機和樓梯。

### 月台
| 月台 | 路線      | 上下行 | 方向                           |
| ---- | --------- | ------ | ------------------------------ |
| 1    | ■志段味線 | 下行   | 小幡綠地、中志段味、高藏寺方向 |
| 2    | ■志段味線 | 上行   | 大曾根方向                     |

## 使用狀況
| 年度                 | 乘車人次(人/日) |
| -------------------- | --------------- |
| 2001年（平成13年度） | 280             |
| 2002年（平成14年度） | 337             |
| 2003年（平成15年度） | 412             |
| 2004年（平成16年度） | 486             |
| 2005年（平成17年度） | 561             |
| 2006年（平成18年度） | 636             |
| 2007年（平成19年度） | 666             |
| 2008年（平成20年度） | 709             |
| 2009年（平成21年度） | 722             |
| 2010年（平成22年度） | 744             |
| 2011年（平成23年度） | 773             |
| 2012年（平成24年度） | 793             |
| 2013年（平成25年度） | 817             |
| 2014年（平成26年度） | 840             |
| 2015年（平成27年度） | 879             |
| 2016年（平成28年度） | 893             |
| 2017年（平成29年度） | 929             |
| 2018年（平成30年度） | 958             |
| 2019年（令和元年度） | 950             |

※ 上述數據是由一年總乘車人次除以該年度的曆日（四捨五入）

## 車站周邊
- 朝日啤酒名古屋工場
- 龍泉寺街道（愛知縣道30號關田名古屋線（日语：愛知県道30号関田名古屋線））
- 山下公園
- 名古屋市營守山泳池（山下公園內）

## 相鄰車站
名古屋導向巴士
導向巴士志段味線
金屋（Y05）－川宮（Y06）－川村（Y07）

## 注腳
1. 1 2  曾根悟（監修）. 朝日新聞出版分冊百科編集部（編集） , 编. . 週刊朝日百科. 30号 モノレール・新交通システム・鋼索鉄道. 朝日新聞出版. 2011-10-16: 26 （日语）.
2. ↑  佐藤信之. . 鐵道畫刊 (鐵道圖書刊行會). 1996-12, 630: 50 （日语）.
3. ↑  名古屋市統計年鑑

## 外部連結
- 川宮 （页面存档备份，存于）（日語） - 名古屋導向巴士